# Marie-Laurence Delille
Pour les articles homonymes, voir Delille (homonymie).
Marie-Laurence Delille est une chanteuse et comédienne française née à Vendin-le-Vieil, originaire du Nord-Pas-de-Calais.

## Biographie
À l'âge de 15 ans, elle chante une chanson de Georges Moustaki à un radio-crochet, dont Marie-Laurence décroche le prix ce qui la motive dans son début.
Elle participe à plusieurs galas et soirées locales, très appréciée par son public.
Ensuite, tout s'est enchaîné très vite de radio crochets en radio crochets, encouragée par les prix remportés, Marie-Laurence s'inscrit pour devenir membre à la Sacem.
Marie-Laurence chante 10 ans dans une chorale La Licorne Courcelloise et fait des tournées en France et à l'étranger.
Entre 1995 et 2002, elle est soutenue par l'agence artistique HP Promotion Spectacles, créée par son époux Patrick pour assurer la défense et la visibilité des artistes régionaux. Elle a pu étoffer encore son tour de chant (show années 1960/1970, spectacle sur la mine et ses hommes) et côtoyer sur scène des chanteurs et groupes nationaux lors de festivités locales. Depuis de nombreuses années, Marie-Laurence est accompagnée du musicien Marcel Defives, pianiste virtuose.
Marie-Laurence a également participé à l'enregistrement des deux albums « Bouquet d'artistes », à la compilation des 20 ans de Radio Picardie Littoral et du CD deux titres «  En deux mille... » avec le Père Mathieu. Elle apparait dans différentes émissions télévisées nationales et régionales telles que TF1, France 2, France 3, Télé Mélody, ...

## Discographie
Album vinyle
- 1981, Une larme de porcelaine
- 1983, Souviens-toi
- 1984,  Petit bonhomme
- 1984, Reflet d'antan
- 1986, Païs tropical

Album cassette
- 1989, Maman la plus belle du monde
- 1990, New York, New York
- 1992, Aura bleue
- 1993, Chants de Noël
- 1994, Toutes les femmes sont belles
- 1984, J'veux m'envoler
- 1995, Papa-Courage

Album disque compact
- 1999, Reine du Nord
- 2000, En deux mille...
- 2000, Memory
- 2001, Toutes les femmes sont belles
- 2001, Vivre pour chanter
- 2001, De la Flandres à la Picardie
- 2002, Pour Noël
- 2007, Lamoura
- 2007, Cante pour les Chtis!
- 2009, Au fil de mes mots...